# World Professional Darts Championship 1987
De Embassy World Professional Darts Championship 1987 was de 10e editie van het internationale dartstoernooi World Professional Darts Championship georganiseerd door de BDO en werd gehouden van 10 januari 1987 tot en met 18 januari 1987 in het Engelse Frimley Green.

## Prijzengeld
Het totale prijzengeld bedroeg £64.000,- (plus £52.000 voor een 9-darter (niet gewonnen)) en was als volgt verdeeld:
| Plaats                | Prijzengeld |
| --------------------- | ----------- |
| Winnaar               | £14.000     |
| Runner-up             | £7.000      |
| Halvefinalist         | £3.500      |
| Kwartfinalist         | £2.900      |
| 2e ronde              | £1.400      |
| 1e ronde              | £700        |
| Niet-gekwalificeerden | £250        |

Degene met de hoogste check-out (uitgooi) kreeg £1.000:
- onbekend

## Alle wedstrijden

### Voorronde (best of 3 sets)
| Terry O'Dea        | Australië | - | Stephen Coveney      | Ierland   | 2 - 0 |
| Tony Payne         | USA       | - | Don Dillon           | Engeland  | 2 - 1 |
| Brian Cairns       | Wales     | - | Stephen Woodfield    | Wales     | 2 - 1 |
| Lars Erik Karlsson | Zweden    | - | John Opio            | Oeganda   | 2 - 1 |
| Ray Farrell        | Ierland   | - | Fred McMullan        | Ierland   | 2 - 0 |
| Bob Sinnaeve       | Canada    | - | Felix Smout          | België    | 2 - 1 |
| Peter Locke        | Wales     | - | Lyndon Hextall       | Engeland  | 2 - 0 |
| Kexi Heinaharjo    | Finland   | - | James Mukabire       | Oeganda   | 2 - 0 |
| Kevin Kenny        | Engeland  | - | Barry Wilkshire      | Australië | 2 - 1 |
| Bobby George       | Engeland  | - | Tony Headley         | Australië | 2 - 1 |
| Robert MacKenzie   | Schotland | - | David McMichael      | Ierland   | 2 - 0 |
| Russell Stewart    | Australië | - | Paul Hoogenboom      | Nederland | 2 - 1 |
| Avtar Gill         | Canada    | - | Enrique Forner       | Spanje    | 2 - 0 |
| Ceri Morgan        | Wales     | - | Mark Fletcher        | Jersey    | 2 - 1 |
| Ritchie Gardner    | Engeland  | - | Charlie Waters       | Ierland   | 2 - 1 |
| Leighton Rees      | Wales     | - | Pedro Minan-Martinez | Spanje    | 2 - 1 |
| Rick Ney           | USA       | - | Jan-Erik Paulsen     | Noorwegen | 2 - 0 |

### Eerste ronde (best of 5 sets)
| Rick Ney           | USA       | - | Terry O'Dea      | Australië | 3 - 1 |
| Eric Bristow       | Engeland  | - | Tony Payne       | USA       | 3 - 0 |
| Lars Erik Karlsson | Zweden    | - | Peter McDonald   | Schotland | 3 - 1 |
| Brian Cairns       | Wales     | - | Keith Deller     | Engeland  | 3 - 0 |
| Alan Evans         | Wales     | - | Ray Farrell      | Ierland   | 3 - 2 |
| Bob Sinnaeve       | Canada    | - | Dave Whitcombe   | Engeland  | 3 - 2 |
| Bob Anderson       | Engeland  | - | Peter Locke      | Wales     | 3 - 0 |
| Paul Lim           | Singapore | - | Kexi Heinaharjo  | Finland   | 3 - 1 |
| Dave Lee           | Wales     | - | Kevin Kenny      | Engeland  | 3 - 0 |
| John Lowe          | Engeland  | - | Bobby George     | Engeland  | 3 - 0 |
| Tapani Uitos       | Finland   | - | Robert MacKenzie | Schotland | 3 - 0 |
| Cliff Lazarenko    | Engeland  | - | Russell Stewart  | Australië | 3 - 2 |
| Frans Devooght     | België    | - | Avtar Gill       | Canada    | 3 - 1 |
| Jocky Wilson       | Schotland | - | Ceri Morgan      | Wales     | 3 - 0 |
| Ritchie Gardner    | Engeland  | - | Alan Glazier     | Engeland  | 3 - 0 |
| Mike Gregory       | Engeland  | - | Leighton Rees    | Wales     | 3 - 0 |

### Tweede ronde (best of 5 sets)
| Rick Ney           | USA      | - | Eric Bristow    | Engeland  | 0 - 3 |
| Lars Erik Karlsson | Zweden   | - | Brian Cairns    | Wales     | 3 - 2 |
| Alan Evans         | Wales    | - | Bob Sinnaeve    | Canada    | 3 - 0 |
| Bob Anderson       | Engeland | - | Paul Lim        | Singapore | 3 - 1 |
| Dave Lee           | Wales    | - | John Lowe       | Engeland  | 1 - 3 |
| Tapani Uitos       | Finland  | - | Cliff Lazarenko | Engeland  | 2 - 3 |
| Frans Devooght     | België   | - | Jocky Wilson    | Schotland | 1 - 3 |
| Ritchie Gardner    | Engeland | - | Mike Gregory    | Engeland  | 0 - 3 |

### Kwartfinale (best of 7 sets)
| Eric Bristow | Engeland  | - | Lars Erik Karlsson | Zweden   | 4 - 1 |
| Alan Evans   | Wales     | - | Bob Anderson       | Engeland | 4 - 3 |
| John Lowe    | Engeland  | - | Cliff Lazarenko    | Engeland | 4 - 0 |
| Jocky Wilson | Schotland | - | Mike Gregory       | Engeland | 4 - 3 |

### Halve finale (best of 9 sets)
| Eric Bristow | Engeland | - | Alan Evans   | Wales     | 5 - 0 |
| John Lowe    | Engeland | - | Jocky Wilson | Schotland | 5 - 0 |

### Finale (best of 11 sets)
| Eric Bristow | Engeland | - | John Lowe | Engeland | 4 - 6 |

### Voorronde (best of 3 sets)
| Chris White      | USA                      | - | Stuart MacKenzie | Schotland | 2 - 0 |
| Charles Losper   | Zuid-Afrika              | - | Ashley Allpress  | Engeland  | 2 - 0 |
| Simon Cartwright | Engeland                 | - | Chris Locke      | Canada    | 2 - 1 |
| Niklas Dahlin    | Zweden                   | - | Craig Stevens    | Australië | 2 - 0 |
| Ralf Kraschilter | Bondsrepubliek Duitsland | - | Scott Cummings   | Canada    | 2 - 1 |
| Shane Wilson     | Engeland                 | - | Paul Linwood     | Wales     | 2 - 1 |
| Sean Bell        | Schotland                | - | Shaun Greatbatch | Engeland  | 2 - 1 |
| Harith Lim       | Singapore                | - | Andy Jenkins     | Engeland  | 2 - 1 |

### Eerste ronde (best of 3 sets)
| Jayson Williams     | Jersey        | - | Ralf Kraschiltzer   | Bondsrepubliek Duitsland | 2 - 1 |
| Rowan Barry         | Australië     | - | Niklas Dahlin       | Zweden                   | 2 - 0 |
| Charles Losper      | Zuid-Afrika   | - | Bob Preston         | USA                      | 2 - 1 |
| Andy Waugh          | Engeland      | - | Chris White         | USA                      | 2 - 1 |
| Anthony Lindsay     | Wales         | - | Shane Wilson        | Engeland                 | 2 - 1 |
| Mark Day            | Engeland      | - | Henk Janssen        | Nederland                | 2 - 1 |
| Robert Scale        | Wales         | - | Ferdie Boffel       | België                   | 2 - 0 |
| Richard Calvert     | Engeland      | - | Steve King          | Wales                    | 2 - 0 |
| Sean Bell           | Schotland     | - | Kieran McCormack    | Ierland                  | 2 - 1 |
| Craig Ross          | Nieuw-Zeeland | - | Franck Guiterrez    | Frankrijk                | 2 - 0 |
| Richard Treviss     | Engeland      | - | Kelly Visser        | Nederland                | 2 - 0 |
| Robert Earle        | Engeland      | - | Harry Robinson      | Engeland                 | 2 - 1 |
| Richard Wilk        | Wales         | - | Adam Bradley        | Engeland                 | 2 - 0 |
| Terry Deans         | Engeland      | - | Tommy Rasmussen     | Denemarken               | 2 - 1 |
| Sami-Pekka Lehtonen | Finland       | - | Simon Cartwright    | Engeland                 | 2 - 0 |
| Harith Lim          | Singapore     | - | Jose-Miguel Bemabeu | Spanje                   | 2 - 0 |

### Tweede ronde (best of 3 sets)
| Rowan Barry  | Australië | - | Jayson Williams     | Jersey        | 2 - 1 |
| Andy Waugh   | Engeland  | - | Charles Losper      | Zuid-Afrika   | 2 - 0 |
| Mark Day     | Engeland  | - | Anthony Lindsay     | Wales         | 2 - 0 |
| Robert Scale | Wales     | - | Richard Calvert     | Engeland      | 2 - 1 |
| Sean Bell    | Schotland | - | Craig Ross          | Nieuw-Zeeland | 2 - 0 |
| Robert Earle | Engeland  | - | Richard Treviss     | Engeland      | 2 - 0 |
| Richard Wilk | Wales     | - | Terry Deans         | Engeland      | 2 - 1 |
| Harith Lim   | Singapore | - | Sami-Pekka Lehtonen | Finland       | 2 - 1 |

### Kwartfinale (best of 3 sets)
| Rowan Barry | Australië | - | Andy Waugh   | Engeland | 2 - 1 |
| Mark Day    | Engeland  | - | Robert Scale | Wales    | 2 - 0 |
| Sean Bell   | Schotland | - | Robert Earle | Engeland | 2 - 1 |
| Harith Lim  | Singapore | - | Richard Wilk | Wales    | 2 - 1 |

### Havle finale (best of 3 sets)
| Rowan Barry | Australië | - | Mark Day  | Engeland  | 2 - 0 |
| Harith Lim  | Singapore | - | Sean Bell | Schotland | 2 - 1 |

### Finale (best of 5 sets)
| Rowan Barry | Australië | - | Harith Lim | Singapore | 3 - 2 |

World Cup Darts (WDF)

1977 · 1979 · 1981 · 1983 · 1985 · 1987 · 1989 · 1991 · 1993 · 1995 · 1997 · 1999 · 2001 · 2003 · 2005 · 2007 · 2009 · 2011 · 2013 · 2015 · 2017 · 2019 · 2021 · 2023
World Darts Championship (BDO)

1978 · 1979 · 1980 · 1981 · 1982 · 1983 · 1984 · 1985 · 1986 · 1987 · 1988 · 1989 · 1990 · 1991 · 1992 · 1993 · 1994 · 1995 · 1996 · 1997 · 1998 · 1999 · 2000 · 2001 · 2002 · 2003 · 2004 · 2005 · 2006 · 2007 · 2008 · 2009 · 2010 · 2011 · 2012 · 2013 · 2014 · 2015 · 2016 · 2017 · 2018 · 2019 · 2020
World Darts Championship (PDC)

1994 · 1995 · 1996 · 1997 · 1998 · 1999 · 2000 · 2001 · 2002 · 2003 · 2004 · 2005 · 2006 · 2007 · 2008 · 2009 · 2010 · 2011 · 2012 · 2013 · 2014 · 2015 · 2016 · 2017 · 2018 · 2019 · 2020 · 2021 · 2022 · 2023 · 2024 · 2025
World Darts Championship (WDF)

2022 · 2023 · 2024
World Seniors Darts Championship (WSDT)

2022 · 2023 · 2024 · 2025